# Eismayer
Eismayer es una película austríaca de 2022 dirigida por David Wagner y protagonizado por Gerhard Liebmann, Luka Dimić y Julia Koschitz. 
La cinta fue seleccionada para participar en el Festival Internacional de Cine de Venecia de 2022, donde la película ganó el premio a la mejor película de la sección Semana de la Crítica.

## Trama
El subteniente Charles Eismayer es instructor en el ejército austriaco, y entre los reclutas tiene fama de ser uno de los instructores más duros. Sin embargo, tiene un secreto bien guardado: es homosexual. Vive su amor por los hombres en secreto, ni siquiera su mujer Christina y su hijo pueden saberlo.
Un día le asignan al recluta Mario Falak, que manifiesta abiertamente su homosexualidad y desafía la autoridad de Eismayer. La fascinación inicial mutua pronto se convierte en amor. Eismayer se lo cuenta a su mujer, que se separa de él y se marcha del piso con su hijo. Mario se muda con él en su lugar.
Cuando Eismayer enferma de cáncer de pulmón, Mario se hace cargo de él. Con la ayuda de Mario, Charles consigue vencer al cáncer y puede volver al cuartel. Debido al empeoramiento de su salud, es despojado de su puesto de instructor. Continúa manteniendo su relación con Mario en secreto ante sus camaradas.
Cuando Mario se harta del juego del escondite, le propone matrimonio a Charles y quiere convertirse en su pareja en público. Sin embargo, Charles rechaza la propuesta por miedo a su reputación, pero Mario no quiere aceptarlo.